# Nederalemannisch
Nederalemannisch (Duits: Niederalemannisch) is een dialect van de Hoogduitse taal. Het Nederalemannisch wordt in zijn verschillende vormen gesproken in Duitsland, in de Elzas en in het uiterste noordwesten van Zwitserland, rondom Bazel.